# Formigara
Formigara (lombardul: Furmighèra) település Olaszországban, Lombardia régióban, Cremona megyében. Lakosainak száma 997 fő (2023. január 1.). Formigara Castelgerundo, Castiglione d’Adda, Pizzighettone, San Bassano és Gombito községekkel határos.

## Népesség
A település lakossága az elmúlt években az alábbi módon változott:
| Lakosok száma | 1098 | 1031 | 1031 | 997  |
|               | 2013 | 2017 | 2018 | 2023 |